# Astronaut
Cet article concerne l'album du groupe Duran Duran. Pour l'exploration spatiale, voir Astronaute.
Albums de Duran Duran
Singles Box Set 1986–1995
(2004) Red Carpet Massacre
(2007)
Singles
1. (Reach Up for The) Sunrise
Sortie : 4 octobre 2004
2. What Happens Tomorrow
Sortie : 31 janvier 2005
3. Nice
Sortie : iTunes uniquement

Astronaut est le 11e album studio du groupe anglais Duran Duran, sorti en 2004. C'est le premier album studio, depuis 1983 et Seven and the Ragged Tiger, où les 5 membres originaux du groupe sont réunis.
L'album a été certifié disque d'or au Royaume-Uni pour plus de 100 000 exemplaires vendus. Il s'est vendu à environ 260 000 copies aux États-Unis.

## Historique
Courant 2001, les membres du groupe se retrouvent à Ramatuelle, dans le sud de la France, et se remettent à écrire des chansons, alors même que l'annonce du retour des membres d'origine John Taylor, Roger Taylor et Andy Taylor n'a pas encore été officialisé.
Cependant, le groupe, qui souhaite avoir une grande liberté d'action, n'est sous contrat avec aucun label, après un conflit avec Hollywood Records après Pop Trash. Le groupe décide donc de partir en tournée mondiale en 2003 pour fêter la reformation et prouver qu'ils ne sont pas "morts" ! La tournée est un carton au Japon, Royaume-Uni, Nouvelle-Zélande, États-Unis, Australie…
En juin 2004, le groupe signe finalement un contrat de 4 albums chez Epic, une division de Sony BMG Music Entertainment. De nouveaux producteurs comme Don Gilmore et Dallas Austin rejoignent l'aventure et produisent quelques titres.
Cet album sera très marqué par les attentats du 11 septembre 2001. Par exemple, la chanson What Happens Tomorrow est inspirée par une phrase d'un survivant des attentats (« Personne ne sait ce qui va arriver demain »). De plus, Point of No Return et Still Breathing sont très imprégnées par ces évènements.
En mars 2004, une chanson inédite, Beautiful Colors, est présentée lors d'un montage vidéo lors de la cérémonie des 100 ans de la FIFA. Elle n'apparait finalement pas sur l'album car Simon Le Bon n'est finalement pas satisfait des paroles.
Dans une interview pour le magazine français Magic, Nick Rhodes explique la signification du titre en évoquant le thème de l'espace, très présent dans l’œuvre du groupe, les influences de David Bowie, et le symbole du voyageur incarné dans un astronaute, qui a une vision unique de la planète.
L'album reçoit un assez bon succès, notamment sur Internet. Une grande campagne de promotion mondiale est organisée. Cependant, cela semble déplaire au guitariste Andy Taylor, qui décide de quitter le groupe durant la préparation de l'album suivant.

## Singles
Le premier single est (Reach Up for The) Sunrise. Il est sorti en Australie le 20 septembre 2004 et le 4 octobre 2004 au Royaume-Uni. Il se classe 5e au Royaume-Uni et 89e aux États-Unis.
What Happens Tomorrow sort le 31 janvier 2005 et atteint la 11e du classement britannique des singles. La chanson Nice a été commercialisée sur iTunes seulement en Europe.

## Critiques
Dans le magazine français Magic, Estelle Chardac souligne le talent du groupe pour son « incroyable facilité à écrire des pop songs ambitieuses, étranges et sensuelles ».

## Liste des titres
Toutes les chansons sont écrites et composées par Duran Duran.
| 1.  | (Reach Up for The) Sunrise | Don Gilmore, Duran Duran, Nile Rodgers | 3:27 |
| 2.  | Want You More!             | Duran Duran, Gilmore, Dallas Austin    | 3:39 |
| 3.  | What Happens Tomorrow      | Gilmore, Duran Duran                   | 4:11 |
| 4.  | Astronaut                  | Austin, Duran Duran                    | 3:26 |
| 5.  | Bedroom Toys               | Duran Duran, Gilmore , Rodgers         | 4:01 |
| 6.  | Nice                       | Gilmore, Duran Duran                   | 3:33 |
| 7.  | Taste the Summer           | Duran Duran, Gilmore                   | 3:55 |
| 8.  | Finest Hour                | Gilmore, Duran Duran                   | 4:02 |
| 9.  | Chains                     | Gilmore, Duran Duran                   | 4:48 |
| 10. | One of Those Days          | Austin, Duran Duran                    | 3:52 |
| 11. | Point of No Return         | Austin, Rodgers                        | 4:59 |
| 12. | Still Breathing            | Duran Duran, Gilmore                   | 5:59 |

| 13. | Virus |  | 4:07 |

## Classements
| Classements / pays            | Meilleure position |
| ----------------------------- | ------------------ |
| Japon (Oricon)                | 29                 |
| Royaume-Uni (UK Albums Chart) | 3                  |
| États-Unis (Billboard 200)    | 17                 |

## Crédits
Duran Duran
- Simon Le Bon : chant
- Nick Rhodes : claviers
- Andy Taylor : guitare, chœurs (1, 3, 4, 10)
- John Taylor : basse
- Roger Taylor : batterie

## Musiciens additionnels
- Mark Tinley : programmation (12)
- Lily Gonzalez : percussions (3, 8, 12)
- Guy Farley : arrangements des cordes (3, 8, 12)
- Sally Boyden : chœurs (1)
- Tessa Niles : chœurs (4, 5, 7)
- Jason Nevins : programmation additionnelle (1)

## Production
| - Dallas Austin : producteur, ingénieur du son - Bernie Beca, Sean Hogan, Patty Palazzo : travail artistique - Francesco Cameli : ingénieur du son assistant - Daniel Catullo : producteur, producteur exécutif - Mike Clink : producteur - Richard Edgeler : ingénieur du son assistant | - Tilton Gardner : producteur exécutif - Don Gilmore : producteur, ingénieur du son - David Gray, David Massey : A&R - Richard Haughton : photographe - Richard Hilton, Robert McClaugherty, Daniel Mendez : ingénieurs, montage digital | - Heidi Kelso : productrice - Wendy Laister : productrice exécutive - Jason Nevins : programmation, ingénieur du son - Nile Rodgers : producteur - James A. Salkind : superviseur de la post production - Kristian Schull : photos de la couverture |